# 梅里希爾 (北卡羅萊納州)
梅里希爾（英語：Merry Hill）是位於美國北卡羅萊納州伯蒂縣的非建制地區。

## 歷史
梅里希爾的郵局自1816年營運至今。

## 地理
梅里希爾所處的海拔為高於海平面11米（即36英呎），而該地所採用的時區為UTC-5，即北美东部时区（EST）。同時該地設有夏令時間，為UTC-5調快一小時，即UTC-4（EDT）。